# Musikjahr 1820
Liste der Musikjahre

◄◄ | ◄ | 1816 | 1817 | 1818 | 1819 | Musikjahr 1820 | 1821 | 1822 | 1823 | 1824 | ► | ►►

Weitere Ereignisse
Dieser Artikel behandelt das Musikjahr 1820.

## Ereignisse
- 03. August: Anlässlich des Geburtstags von König Friedrich Wilhelm III. erfolgt die Uraufführung des Liedes Borussia in der Königlichen Oper Berlin. Noch im selben Jahr wird sie als preußische Nationalhymne dekretiert und von da an in allen Schulen und bei patriotischen Festlichkeiten gesungen.

## Instrumental und Vokalmusik (Auswahl)
- Ludwig van Beethoven:  Klaviersonate Nr. 30 E-Dur op. 109; 10 Themen und Variationen für Flöte und Klavier op. 107
- Johann Simon Mayr: Inno a Pallade (Kantate)
- Louis Spohr: Sinfonie Nr. 2 d-Moll, op. 49; Violinkonzert Nr. 9 d-Moll, op. 55; Quintett c-Moll für Klavier, Flöte, Klarinette, Fagott und Horn, op. 52
- Anton Reicha: Quintett für Klarinette und Streich-Quartett in B, op. 89
- Friedrich Ernst Fesca: Vater Unser für Solisten und Chor op. 18
- Ignaz Moscheles: Klavierkonzert Nr.3, g-Moll, op. 58
- Andreas Romberg: Deutsches Te Deum „Herr Gott, dich loben wir“ für Chor und Orchester

Michele Carafa – I due Figaro – Titelseite des Librettos, Mailand 1820

## Musiktheater
- 27. Januar: An der Opéra-Comique in Paris erfolgt die Uraufführung der komischen Oper Die Schäferin als Edeldame von Daniel-François-Esprit Auber.
- 06. Juni: Uraufführung der Oper I due Figaro, o sia Il soggetto di una commedia von Michele Carafa an der Scala in Mailand.
- 14. Juni: Am Theater am Kärntnertor in Wien erfolgt die Uraufführung des Singspiels Die Zwillingsbrüder von Franz Schubert auf das Libretto von Georg von Hofmann.
- 28. Juni Uraufführung der Oper La festa di Bussone von Michele Carafa in Mailand (Teatro Ré).
- 19. August: Die Uraufführung des Melodrams Die Zauberharfe von Franz Schubert nach einem Text von Georg von Hofmann findet am Theater an der Wien bei Wien statt.
- 03. Dezember: Uraufführung der Oper Maometto II von Gioachino Rossini in Neapel.
- 26. Dezember: Fedra, eine Oper in zwei Akten von Johann Simon Mayr auf das Libretto von Luigi Romanelliwird an der Mailänder Scala uraufgeführt.

Weitere Werke
- Giacomo Meyerbeer: Margherita d’Anjou (Oper)
- Franz Schubert: Lazarus; Sacontala (Opernfragment)
- Giovanni Pacini: La schiava in Bagdad (Oper); La gioventù di Enrico V, (Oper)
- Saverio Mercadante: Vier Opern: Violenza e costanza;  Anacreonte in Samo; Il geloso ravveduto und Scipione in Cartagine.
- Ferdinand Hérold: L’Auteur mort et vivant (Oper)
- Joseph Weigl: Daniel in der Löwengrube oder Baals Sturz, (Oper in drei Akten).
- Peter von Winter: Der Sänger und der Schneider (Singspiel). Die Uraufführung fand in München statt.

## Geboren

### Geburtsdatum gesichert
- 03. Januar: Kaspar Schlimbach, fränkischer Orgelbauer († 1903)
- 09. Januar: Pavel Křížkovský, tschechischer Komponist († 1885)
- 05. Februar: Heinrich Christian Steinmann, deutscher Bassposaunist und königlich preußischer Kammermusiker († 1902)
- 13. Februar: Béla Kéler, ungarischer Komponist († 1882)
- 17. Februar: Henri Vieuxtemps, belgischer Komponist († 1881)
- 20. Februar: Gustave Nadaud, französischer Dichter, Goguettier, Liedermacher und Sänger († 1893)
- 16. März: Enrico Tamberlik, italienischer Operntenor († 1889)
- 28. März: Édouard Batiste, französischer Komponist, Organist und Musikpädagoge († 1876)

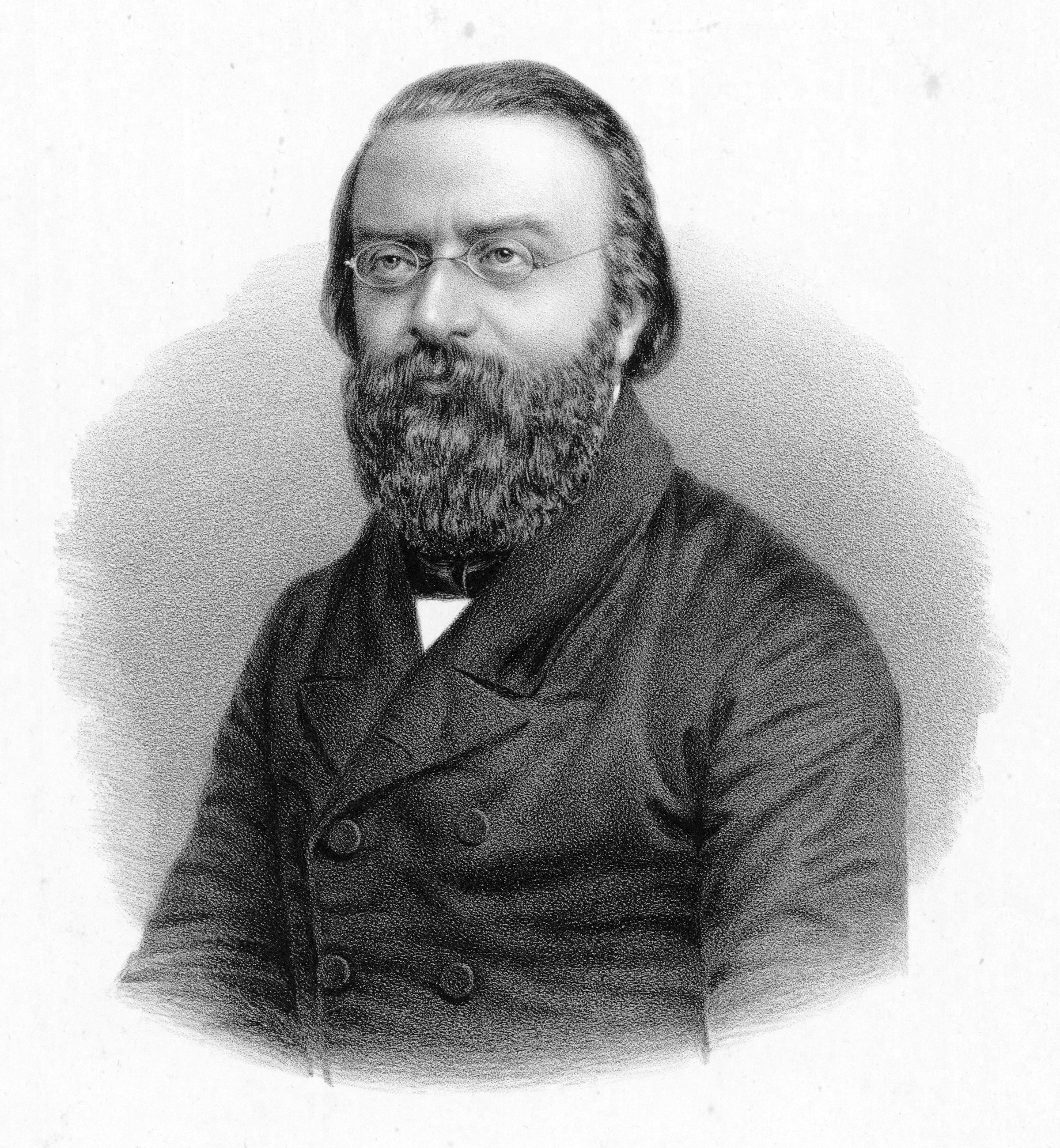
Julius Stern; * 8. August

- 17. April: Johan Gottfried Conradi, norwegischer Komponist († 1896)
- 19. Mai: Anton Curti, deutscher Opernsänger († 1887)
- 07. Juli: George Cooper, englischer Organist und Musikpädagoge († 1876)
- 26. Juli: Maria Severa, portugiesische Fado-Sängerin († 1846)
- 03. August: Luther Orlando Emerson, US-amerikanischer Komponist († 1915)
- 08. August: Julius Stern, deutscher Musikpädagoge, Dirigent und Komponist († 1883)
- 30. August: George Frederick Root, US-amerikanischer Komponist und Musikpädagoge († 1895)
- 05. September: Georg Vierling, deutscher Komponist († 1901)
- 23. September: Engelbert Lanz, österreichischer Komponist und Musikpädagoge († 1904)
- 04. Oktober: Pierre Adam, französischer Bratschist und Komponist († 1890)

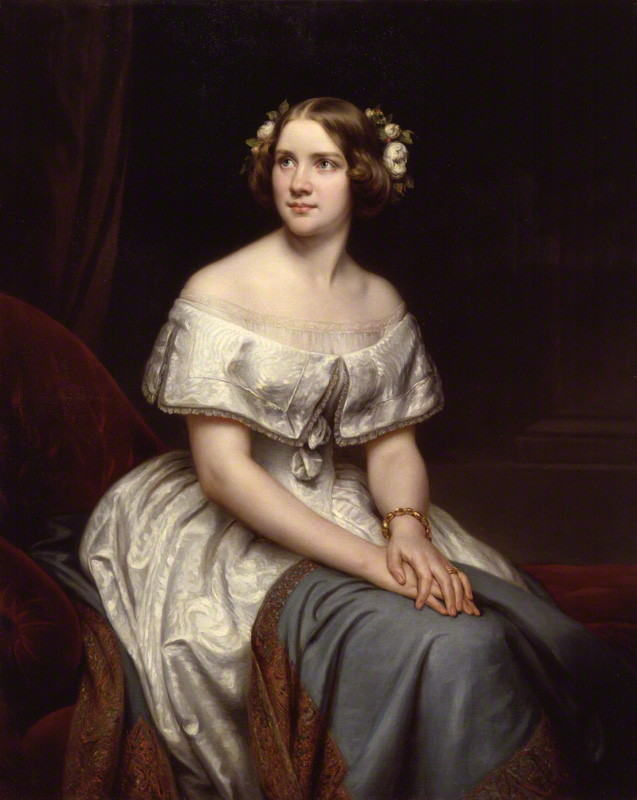
Jenny Lind; * 6. Oktober

- 06. Oktober: Jenny Lind, schwedische Sängerin († 1887)
- 08. Oktober: Stanisław Kątski, polnischer Pianist und Komponist († 1892)
- 10. Oktober: Friedrich Albert Johann Baptist Overmann, deutscher Orgelbauer sowie Orgel- und Clavierstimmer († 1869)
- 14. November: Edmond Membrée, französischer Komponist († 1882)
- 16. November: Henri Duvernoy, französischer Musikpädagoge, Organist und Komponist († 1906)
- 22. November: Angelo Panzini, italienischer Komponist und Musikpädagoge († 1886)
- 28. November: Ernst Otto Lindner, deutscher musikwissenschaftlicher Schriftsteller und Journalist († 1867)
- 02. Dezember: Elise Lavater, Schweizer Komponistin († 1901)
- 08. Dezember: Rochus von Liliencron, Germanist und Musikhistoriker († 1912)
- 27. Dezember: Ignaz Reimann, deutscher Lehrer, Kirchenmusiker und Komponist († 1885)

### Genaues Geburtsdatum unbekannt
- Karl Becker, deutscher Bariton († 1879)
- Johann Hinrich Färber, deutscher Orgelbauer († 1888)
- Adam Hamilton, englischer Organist, Dirigent, Bratschist und Komponist († 1907)
- Wladimir Georgijewitsch Kastrioto-Skanderbek, russischer Komponist († 1879)

## Gestorben

### Todesdatum gesichert
- 25. Januar: Joseph Franz Weigl, österreichischer Cellist (* 1740)
- 30. Januar: Josepha Barbara Auernhammer, österreichische Pianistin und Komponistin (* 1758)
- 02. Februar: Peder Schall, dänischer Cellist, Gitarrist und Komponist (* 1762)

Marie Bigot; † 16. September

- 04. Februar: Bohumír Jan Dlabač, Priester der Prämonstratenser, Gelehrter, Schriftsteller, Musiker und Dichter (* 1758)
- 14. Mai: Paul Struck, deutscher Komponist (* 1776)
- 21. Mai: Jakob Moralt, deutscher Musiker (* 1780)
- 11. August: János Lavotta, ungarischer Komponist (* 1764)
- 16. September: Marie Bigot, französische Pianistin und Komponistin (* 1786)
- 23. September: Friedrich Leopold Abel, deutscher Geiger, Pianist, Musikpädagoge und Komponist (* 1794)
- 03. Oktober: Ludovit Václav Lachnit, tschechischer Komponist (* 1746)
- 22. Oktober: Leopold Carl Reinicke, deutscher Komponist, Violinist, Fagottist und Dirigent (* 1774)
- 02. November: Vincenc Tuček, tschechischer Komponist (* 1773)
- 30. November: Johann Jakob Cella, deutscher Jurist (* 1756)

### Gestorben nach 1820
- Petru Efesiu, rumänisch-griechischer Musikpädagoge und Komponist (* unbekannt)